# ТЕС Jiyeh
33°38′51″ пн. ш. 35°23′59″ сх. д. / 33.64750° пн. ш. 35.39972° сх. д.
ТЕС Jiyeh – теплова електростанція в Лівані, розташована у приморському регіоні менш ніж за десяток кілометрів на північ від Сайди.
У 1970-му на майданчику станції ввели в експлуатацію два конденсаційні блоки з паровими турбінами потужністю по 62 МВт, які в 1980 – 1981 роках доповнили ще трьома з показниками по 69 МВт. Втім, станом на середину 2010-х через технічний стан фактична потужність ТЕС становила лише 259 МВт і з номінальних 331 МВт. 
Як паливо станція використовує нафту, значний обсяг якої в 2016 році потрапив у довкілля внаслідок пошкоджень резервуарного парку під час нальоту ізраїльської авіації.
Враховуючи розташування ТЕС на узбережжі, для неї обрали схему охолодження із використанням морської води.
В 2017-му на майданчику станції змонтували 4 генераторні установки на основі дизельних двигунів MAN 18V48/60, сполучені через котел-утилізатор з однією паровою турбіною. Ця схема має загальну потужність у 78 МВт та паливну ефективність на рівні 48%.